# Nguyễn Xuân Sơn (doanh nhân)
Nguyễn Xuân Sơn (sinh năm 1962, tại Hà Tĩnh) là một doanh nhân nhà nước người Việt Nam. Ông là cựu Tổng giám đốc Công ty Tài chính Dầu khí, cựu Tổng giám đốc ngân hàng Ngân hàng Thương mại Cổ phần Đại Dương (OceanBank) và cựu Chủ tịch Hội đồng thành viên Tập đoàn Dầu khí Quốc gia Việt Nam (PetroVietnam).
Trong vụ án tiêu cực xảy ra tại OceanBank được xét xử tháng 9 năm 2017, Nguyễn Xuân Sơn bị Viện kiểm sát nhân dân tối cao Việt Nam đề nghị Hội đồng xét xử tuyên phạt hình phạt tử hình . Đây là hình phạt cao nhất trong vụ án, cao hơn bị cáo chính là Hà Văn Thắm bị đề nghị tuyên phạt tù chung thân.

## Sự nghiệp
Nguyễn Xuân Sơn tốt nghiệp đại học chuyên ngành vật giá và Trường Đào tạo cán bộ Dầu khí của Đại học Kinh tế Quốc dân. Ông có bằng đào tạo chuyên ngành Quản trị kinh doanh, cấp đào tạo trên đại học tại Trường Đại học Nam Carolina, Hoa Kỳ.
Từ năm 2003 đến tháng 10 năm 2006, Nguyễn Xuân Sơn làm Phó Tổng giám đốc Công ty Tài chính Dầu khí (PVFC), sau đó là Tổng giám đốc PVFC đến tháng 5 năm 2007. Ông từng làm Trưởng Ban chuẩn bị thành lập Ngân hàng Hồng Việt giai đoạn 2008. Từ tháng 12 năm 2008 đến tháng 11/2010, ông được bổ nhiệm và nắm giữ chức vụ Tổng giám đốc OceanBank, đến 2011 thì thôi chức Tổng giám đốc OceanBank.
Ngày 8 tháng 7 năm 2014, Nguyễn Xuân Sơn được bổ nhiệm giữ chức Chủ tịch Hội đồng thành viên PetroVietnam. Ngày 19 tháng 7 năm 2015, theo đề nghị của Bộ Công Thương và Bộ Nội vụ, Thủ tướng Nguyễn Tấn Dũng đã ký Quyết định về việc thôi chức Chủ tịch Hội đồng thành viên Tập đoàn Dầu khí Quốc gia Việt Nam đối với Nguyễn Xuân Sơn.

## Bị bắt và khởi tố
Ngày 21 tháng 7 năm 2015, cơ quan cảnh sát điều tra Bộ Công an đã thực hiện lệnh khám xét nơi ở của ông Nguyễn Xuân Sơn khu đô thị Ciputra, Phường Phú Thượng, Quận Tây Hồ, Hà Nội. Sau đó, cơ quan cảnh sát điều tra Bộ Công an cũng đã bắt tạm giam để điều tra ông Nguyễn Xuân Sơn.
Quyết định bắt tạm giam ông Sơn do Viện Kiểm sát tối cao phê chuẩn với tội danh "Lợi dụng chức vụ quyền hạn trong khi thi hành công vụ gây hậu quả nghiêm trọng"; "Cố ý làm trái các quy định của Nhà nước về quản lý kinh tế gây hậu quả nghiêm trọng". PVN là cổ đông lớn của OceanBank (đã giữ 20% cổ phiếu). Khi ngân hàng này có lỗ lã, Ngân hàng Nhà nước (NHNN) phải mua lại OceanBank với giá 0 đồng, các cổ đông đều mất hết tiền (quyền sở hữu). Việc PVN mất số vốn đầu tư 800 tỷ đồng tại Ngân hàng Thương mại Cổ phần Đại Dương, ông Sơn bị cho là phải chịu trách nhiệm liên đới.
Tài liệu điều tra vụ án kinh tế xảy ra tại Ngân hàng TMCP Đại Dương (Oceanbank) cho biết, để huy động vốn cho Ngân hàng Oceanbank, giữa Hà Văn Thắm và Nguyễn Xuân Sơn đã đi đến một thỏa thuận, được gọi là "chi phí" dịch vụ khách hàng, Nguyễn Xuân Sơn là người hưởng lợi tổng cộng gần 70 tỷ đồng.

## Lĩnh án Tử hình
Ngày 29/9/2017, Nguyễn Xuân Sơn bị tòa án sơ thẩm tuyên án Tử hình về tội tham ô tài sản.

## Bình luận và phản ứng
Ngày 31 tháng 7 năm 2015, tại buổi họp báo thường kỳ Chính phủ, vụ việc Nguyễn Xuân Sơn bị bắt đã nhận được nhiều quan tâm của báo giới, nhất là vì sao chỉ một thời gian ngắn trước khi bị bắt, ông Sơn vẫn có mặt trong chuyến thăm Mỹ của Tổng bí thư Nguyễn Phú Trọng .